# دامبی و پسر
دامبی و پسر (به انگلیسی: Dombey and Son) نام یک کتاب ادبی است که توسط چارلز دیکنز، نویسندهٔ اهل انگلستان نوشته شده‌است.